# Helina abdominalis
Helina abdominalis este o specie de muște din genul Helina, familia Muscidae. A fost descrisă pentru prima dată de Zetterstedt în anul 1846. Conform Catalogue of Life specia Helina abdominalis nu are subspecii cunoscute.